# 줄리어스 토마스 프레이저
줄리어스 토마스 프레이저(Julius Thomas Fraser, 1923년 5월 7일 ~ 2010년 11월 20일)는 헝가리 태생의 미국 작가이다. 시간에 대한 학제간 연구에 중요한 학문적 기여를 했으며 국제 시간 연구 학회(ISST)의 창립 멤버였다. 시간에 관한 선구적인 책인 《시간의 목소리 - 과학과 인문학이 표현하는 시간에 대한 인간의 견해에 대한 협동 조사(Voices of Time - A Cooperative Survey of Man's Views of Time as Expressed by the Sciences and by the Humanities)》(1966)의 편집자였고, 시간 연구 저널인 크로노스코프(KronoScope)의 창립 편집자였다. 프레이저의 연구는 물리학부터 사회학, 생물학과 비교종교학에 이르기까지 다양한 학문 분야에서 시간의 본질에 대한 사고에 큰 영향을 미쳤으며, 그는 시간성에 대한 일반적인 학제간 연구에서 선구적인 인물이었다. 프레이저의 연구는 시인 프레드릭 터너와 작가 데이비드 미첼의 작업에 영향을 미쳤다.

## 생애
헝가리에서 태어나고 자란 프레이저는 유대인 혈통이라는 이유로 군에 징집되지 않았다. 제2차 세계 대전 후 미국으로 이주했다. 수년간 엔지니어이자 발명가로 활동하며 1958년부터 1963년까지 최소 7건의 미국 특허를 등록했다. 그러나 그는 훨씬 이전인 1945년부터 이미 시간의 본질에 대해 생각하기 시작했다. 그의 초기 교육은 물리학이었지만, 1969년 하노버 대학교 사회정치학부에서 박사 학위를 받았다. 그의 논문 제목은 "창조적 갈등의 위계로서의 시간(Time as a Hierarchy of Creative Conflicts)"이었다. 이 논문은 그의 이후 여러 연구의 틀을 제공했지만, 그는 국제시간학회를 설립한 해인 1966년에 발표한 첫 논문에서 이미 핵심 개념의 상당 부분을 다루었다.
프레이저는 그 후 수십 년 동안 수많은 논문을 집필하고 편집했지만, 1966년 편집한 학제간 논문집〈시간의 목소리〉가 성공한 후, 이 책은 시간 연구의 고전으로 꾸준히 인용되고 있다. 이후 프레이저는 국제시간연구학회(International Society for the Study of Time)를 통해 "시간 연구" 시리즈의 첫 10권을 편집하고 출판하는 업무를 총괄했다. 그 후 학제간 저널인 크로노스코프의 창립 편집자로 활동했다.
프레이저는 2010년 11월 20일 코네티컷주 웨스트포트에 있는 자택에서 사망했다. 아내 제인과 다섯 자녀, 여섯 명의 손주와 함께 살았다.

## 저작의 중심 주제
프레이저의 수많은 작품에서 두 가지 주제가 핵심적으로 두드러진다.
1. 시간의 위계적 이론
2. 갈등으로서의 시간 이론

프레이저 저작의 상당 부분은 이러한 주제들 간의 상호작용으로 이루어지며, 이는 과학과 예술, 인문학, 역사라는 학문적 무대에서 펼쳐지든, 탐구 분야 자체를 연결하는 원리로서든 마찬가지이다. 자연 지식 영역과 인간 지식 영역에 인식론적으로 속하는 다양한 학문 분야들 간의 구분은 그의 위계적 시간 이론에서 그 방법론적, 정의적 규범을 찾을 수 있다고 주장할 수 있다. 실제로 그의 저작은 새롭게 부상하는 우주의 역사 패러다임에 부합하며, 각 현실 수준이 어떻게 출현하고, 새롭게 출현하는 그 수준이 어떻게 시간을 경험하는지를 설명한다.
프레이저는 우주가 빅뱅의 순수한 에너지에서 시작하여 시간성의 여러 단계로 분화되었다고 가정한다. 이를 무시간성(비시간성, 무시간성)이라고 부른다. 우주가 식으면서 양자 물리 우주가 출현하여 확률론적인 원시시간성을 낳았다. 분자와 거시물리적 물체의 출현으로 결정론적 원시시간성이 형성된다. 생명체의 출현은 더욱 전진하는 시간 경험, 즉 생물시간성을 야기하고, 이어서 인간의 강력한 방향성을 지닌 시간 경험, 즉 무시간성이 나타난다. 프레이저는 이어서 사회시간성이 출현했다고 가정한다. 프레이저는 우주의 각 복잡성 단계가 해결 불가능한 역설에 직면할 때, 그 자체의 역설을 지닌 새로운 복잡성 단계가 출현한다고 가정한다.
이러한 중첩된 수준(움벨트)은 질적으로 다른 시간성을 나타낸다. 시간과 시간 인식 모두 진화했기 때문이다. 어떤 의미에서 시간은 우주가 처음 생겨났을 때와 물리적으로 다르다. 우주가 계속 변화함에 따라 시간도 변화한다. 인본주의적 관점에서 보면, 인간은 생물학적으로 진화하여 조상 종과는 다른 세계관을 갖게 되었기 때문에 시간에 대한 인식이 변화했다.
이러한 생물학적 진화와 그것이 암시하는 시간에 대한 다양한 인식은 우리 뇌의 매 순간에서 작용한다. 우리의 뇌는 어떤 의미에서는 단일 기관처럼 기능하지만, 진화적으로는 서로 다른 뇌를 포함한다. 자율 기능을 제어하는 뇌, 순간적으로 세상을 인식하는 뇌, 그리고 지적으로 세상을 이해하는 뇌다. 이러한 이해에 따라, 순간만을 이해하는 생물학적 자아는 과거, 현재, 미래, 그리고 영원의 가능성을 생각하는 지적인 자아와 끊임없이 갈등한다. 그렇다면 근본적으로 이것이 느껴지는 시간과 이해되는 시간의 긴장을 밑바탕에 깔고 있는 갈등이다. 사람들은 우리가 현재에 살고 있다는 사실을 결코 해결할 수 없으며, 영원을 꿈꾼다.
프레이저는 시간의 본질에 대한 해석을 바탕으로 자신의 추론을 구축하며, 이를 통해 인간 가치의 역동성에 대한 새로운 이해를 가능하게 한다. 진실을 추구하고, 옳은 일을 하고, 아름다운 것을 찬양하는 것이 개인과 사회의 영속성, 연속성, 그리고 균형을 증진하는 것과는 거리가 멀며, 오히려 시간을 아는 종의 만성적인 불안감을 영속시키고, 놀라운 창조성과 무시무시한 파괴력을 부추긴다는 것을 보여준다. 예를 들어, 인간의 가치로서 진실을 현실 속 영속성을 인식하는 것으로 정의해 보자. 진실의 역사적 기능은 갈등을 만들어내고, 이를 통해 사회적, 문화적, 그리고 개인적 변화를 만들어내는 것이었다. 마찬가지로, 어떤 감정의 본질이 그 감정을 영속시키고자 하는 욕구를 불러일으킨다면, 그 감정의 원인으로 여겨지는 것은 무엇이든 아름답다고 한다. 물론 그 반대는 추하다고 한다. 아름다움의 역사적 기능은 다시 갈등을 만들어내고 그에 따른 변화를 만들어내는 것이었다.
프레이저의 사상은 물리적 우주에 대한 우리의 이해뿐만 아니라 인간 정신의 출현(심리학자 클레어 W. 그레이브스가 심리사회적 출현 모델에서 개발한 유사 모델)과 문화 및 예술에도 영향을 미친다. 예를 들어, 프레이저는 문학에서 비극이 우주의 창발적인 시간성의 가장 순수한 표현이라고 단언한다. 인간의 가치는 기묘한 워커의 해결 불가능한 창조적 갈등을 지속시키는 것을 목적으로 하는 지침이다.

## 같이 보기
- 시간과 공간의 철학
- 프레이저의 책이 잠깐 등장하는 1977년 영화, 《Powers of Ten》
- 시간성